# Figura femenina
Figura femenina es una escultura que rinde homenaje al reconocimiento del sufragio femenino en España situada en la ciudad española de Albacete.
Se ubica en los jardines de la histórica Fábrica de Harinas de Albacete, en el paseo de la Cuba, dentro del barrio Industria de la capital albaceteña.
Se trata de una mujer desnuda en posición semitumbada mirando al cielo. Está tallada en bronce. Se encuentra elevada sobre un pedestal que constituye su base con la siguiente inscripción:

"La visibilidad es una condición de la existencia.
Ser mujer, haciéndose visible, es asomarse al presente
que el tiempo no logró destruir: la luz y la palabra."
María Novo

Inaugurada en 2006, es obra de la escultora Llanos Flores, autora también del monumento al Cuchillero, en la plaza del Altozano.